# 立花かおる
立花 かおる（たちばな かおる、1969年11月9日）は、日本の女優。愛知県出身。テアトル・エコー所属。

## 出演作品

### テレビドラマ
- OL 三人旅
- コメディーお江戸でござる
- 津軽海峡ミステリー航路（テレビレポーター）
- ないしょのハーフムーン（アベックの女）

### テレビ番組
- たっくんのオモチャ箱（ニャ－ゴの声）
- 時々迷々

### テレビアニメ
- 3丁目のタマ うちのタマ知りませんか?

### 吹き替え
- アメリカン・クライム（シルヴィア・ライケンス〈エリオット・ペイジ〉）
- X-MENシリーズ（キティ・プライド/シャドウキャット〈エリオット・ペイジ〉）
  - X-MEN:ファイナル ディシジョン※劇場公開・ソフト版
  - X-MEN:フューチャー&パスト

### 舞台
- アン・シャーリー物語
- ざ・ちぇんじ!
- 誰もがリーダー 誰もがスター
- ハレクイネイド
- ミュージカル みどりのゆび
- やっかいな楽園
- 病は気から